# Полско огнивче
Полското огнивче (Lysimachia arvensis) е едногодишно тревисто растение от семейство игликови (Primulaceae). Расте на сухи песъчливи почви и изтощени терени, покрай полета и пътища. Цветовете му са малки (около 5 мм), единични с дръжка излизаща в основата на листото. Цветовете му са отворени само през слънчевата част от деня и ако времето е лошо, те се затварят.
Цветето е псевдоним на измислен герой от романите на унгарската писателка Ема Орци (1865 – 1947) – „Червеното огнивче“ (на английски: Scarlet Pimpernel). Във френския език огнивчето е свързано с името „Ивета“.